# Abbân
Pour les articles homonymes, voir Abban.
Abbân ou Abba-el est un roi du Yamkhad, fils et successeur d'Hammurabi Ier. Son nom, écrit en cunéiforme ab-ba-an, a longtemps posé un problème d'interprétation, le dernier signe AN pouvant se lire en idéogramme DINGIR, ce qui signifie "le dieu" (en amorrite El). 
Abbân apparaît dans les archives de Mari parmi les personnes participant au voyage du roi mariote Zimri-Lim à Ougarit, du temps de son grand-père Yarim-Lim. Mais si on sait qu'il est finalement monté sur le trône d'Alep, c'est par un texte retrouvé à Alalakh, dans lequel il dit avoir donné en apanage le royaume d'Alalakh à son frère Yarim-Lim, l'une des seules personnes de son entourage à lui être restée fidèle durant une rébellion qui s'est produite durant son règne,
. 
On sait également que son royaume s'étendait à l'est au-delà de l'Euphrate, dans l'ancien royaume de Mari qui avait alors disparu. Le Yamkhad est alors manifestement toujours l'un des royaumes les plus puissants du Proche-Orient.